# Pāvilosta (novads)
Pāvilosta est une ancienne municipalité de Lettonie, située dans la région de Courlande. Le 1er juillet 2021, elle disparaît et fusionne au sein de la nouvelle municipalité de Courlande-du-Sud.

## Histoire
Avec la réforme administrative et territoriale du 1er juillet 2021, elle est supprimée et fusionnée avec Aizpute, Durbe, Grobiņa, Nīca, Priekule, Rucava et Vaiņode pour former la nouvelle municipalité de Courlande-du-Sud (Dienvidkurzemes novads).

## Démographie
En 2009, la population s'élevait à 3 233 habitants.